# 渋谷公園通り

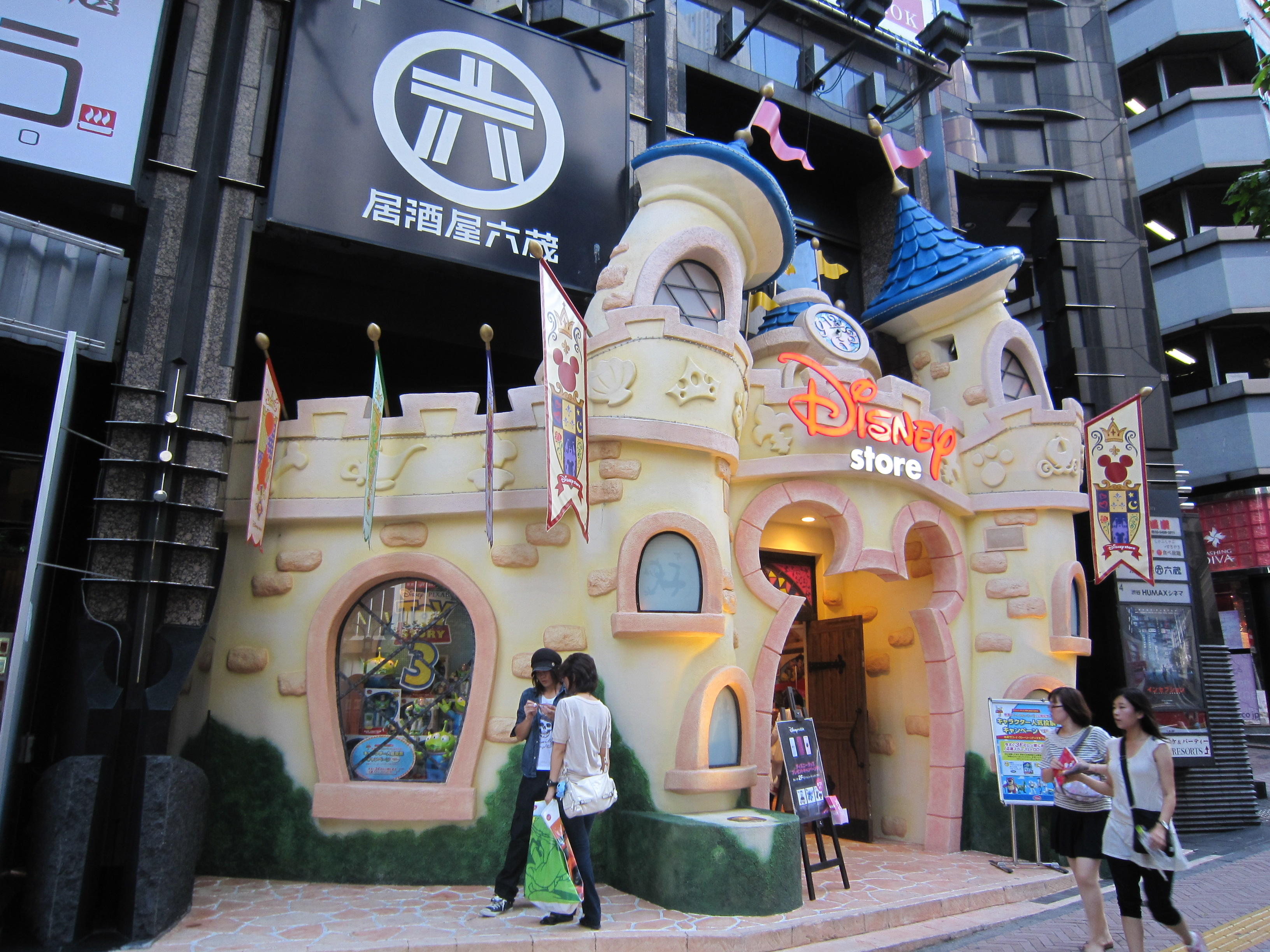
ディズニーストア渋谷店

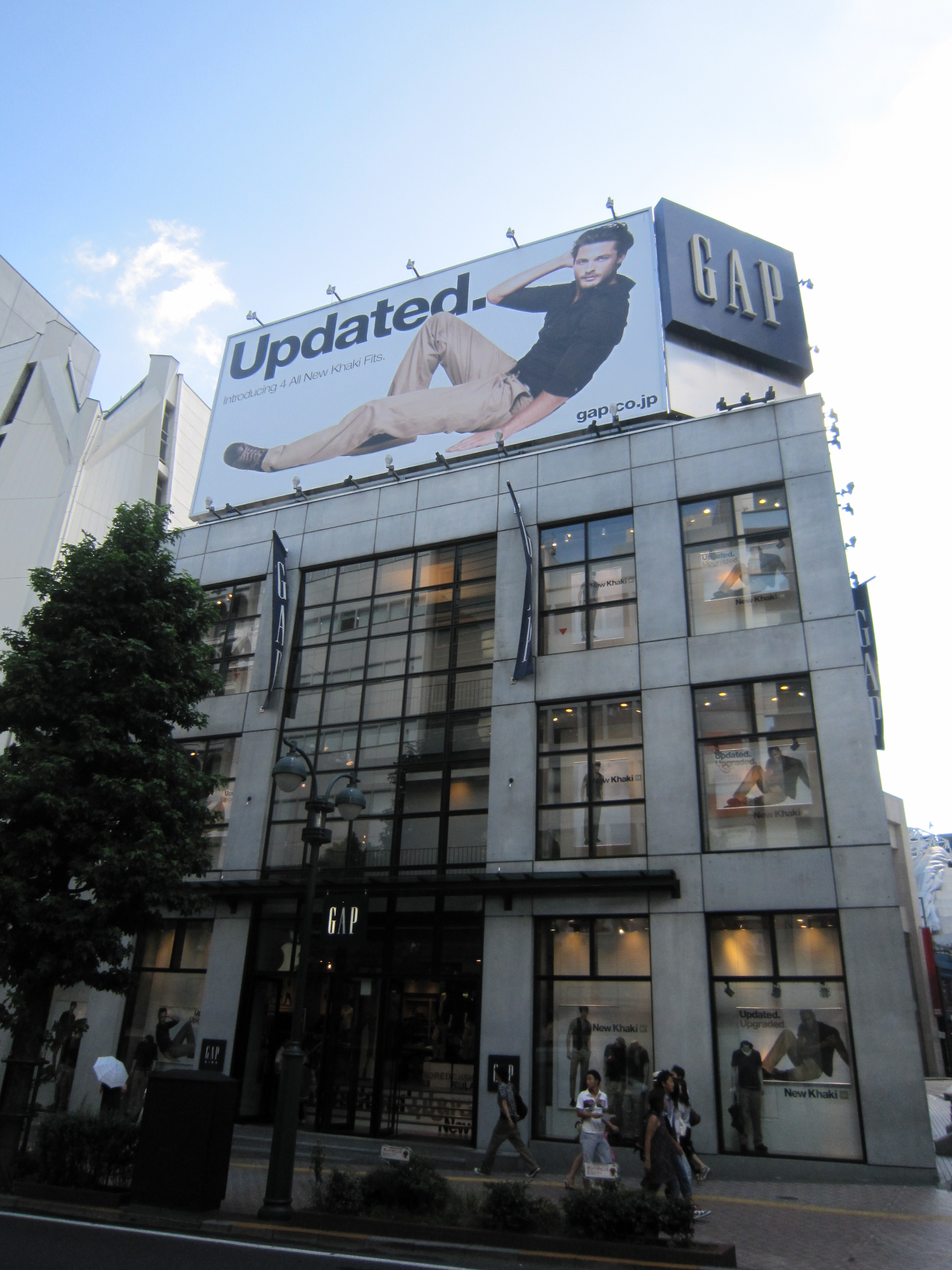
GAP渋谷店（2017年に閉店）

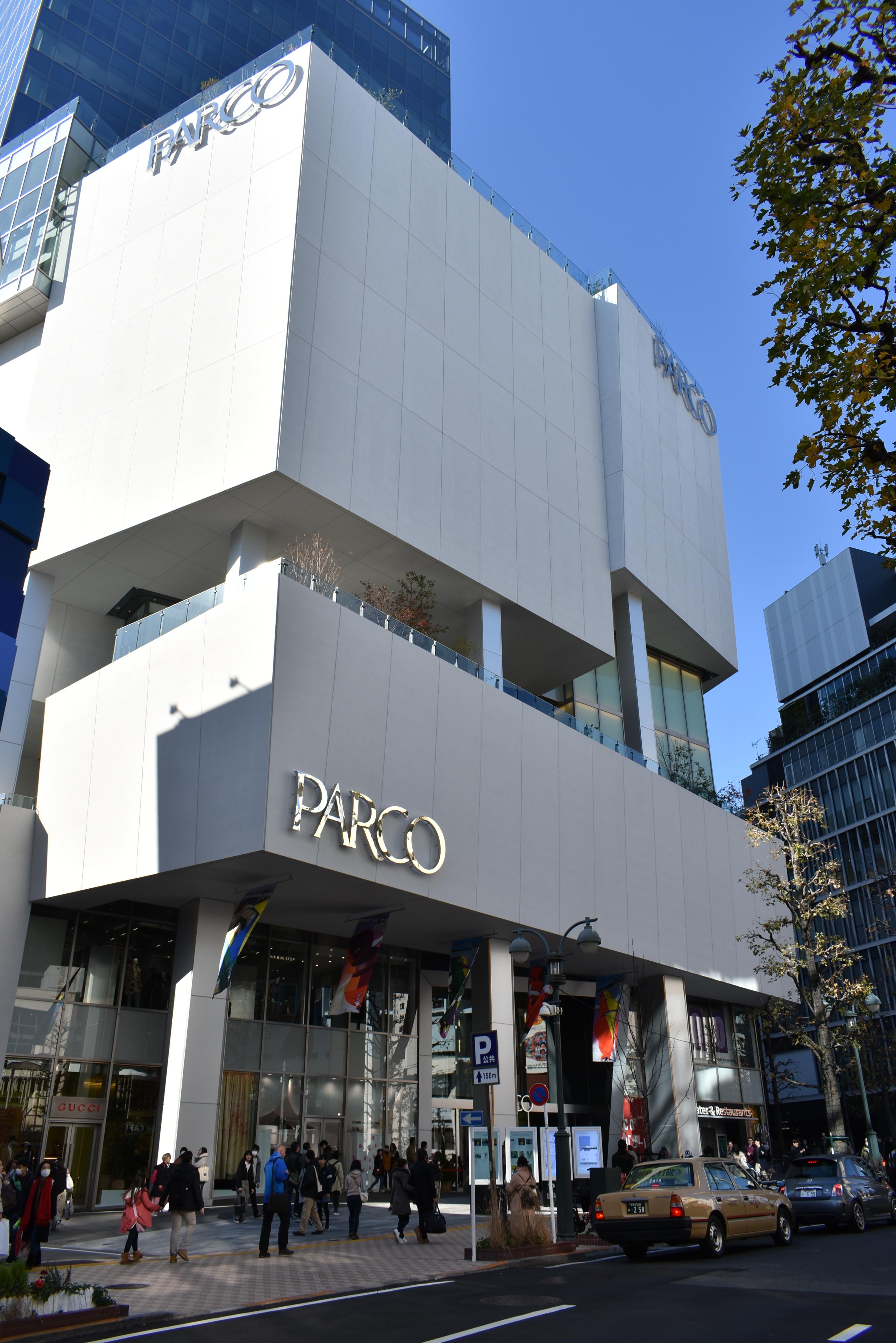
渋谷パルコ（2019年12月29日撮影）

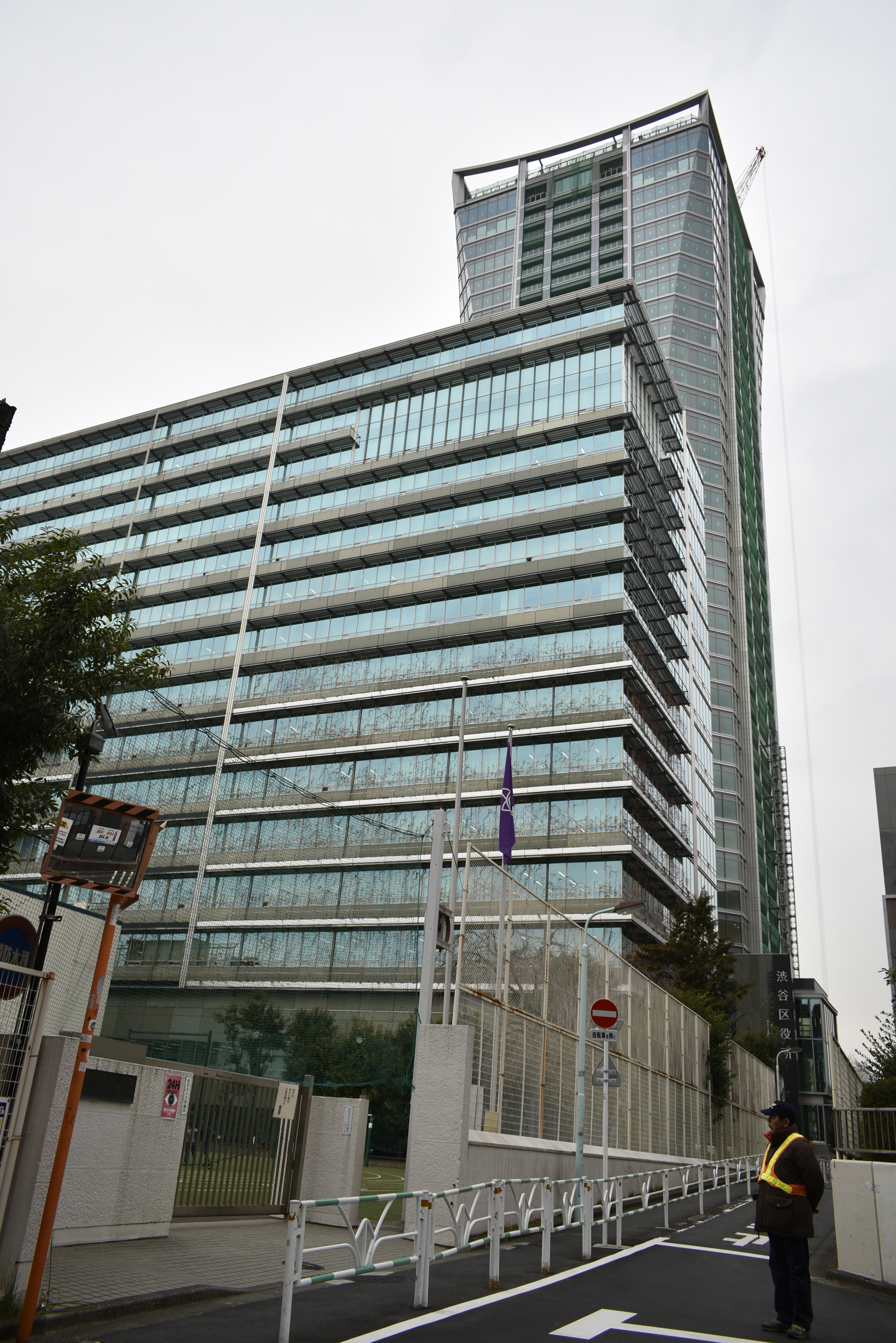
渋谷区役所（2018年10月16日撮影）

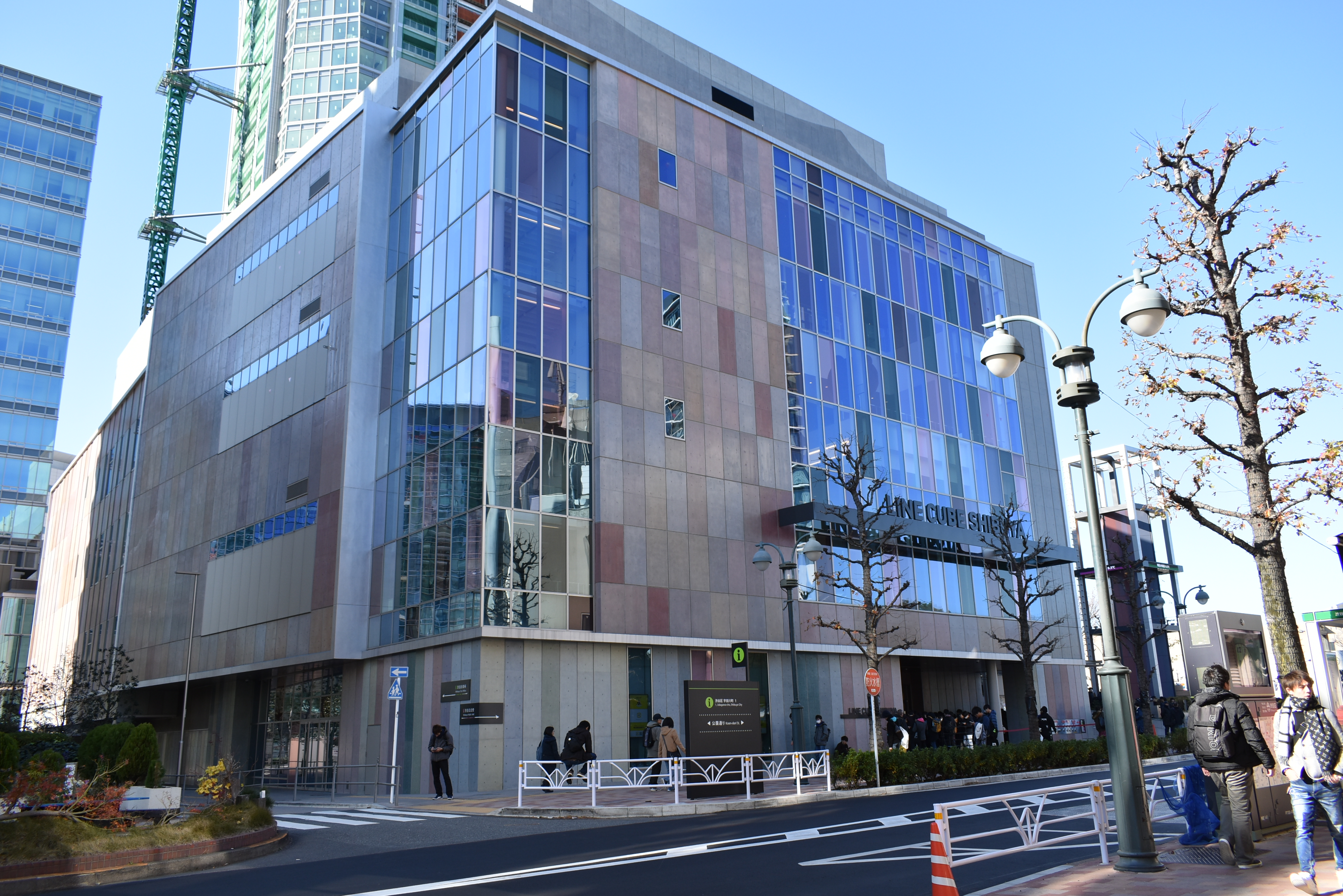
渋谷公会堂（2019年12月29日撮影）

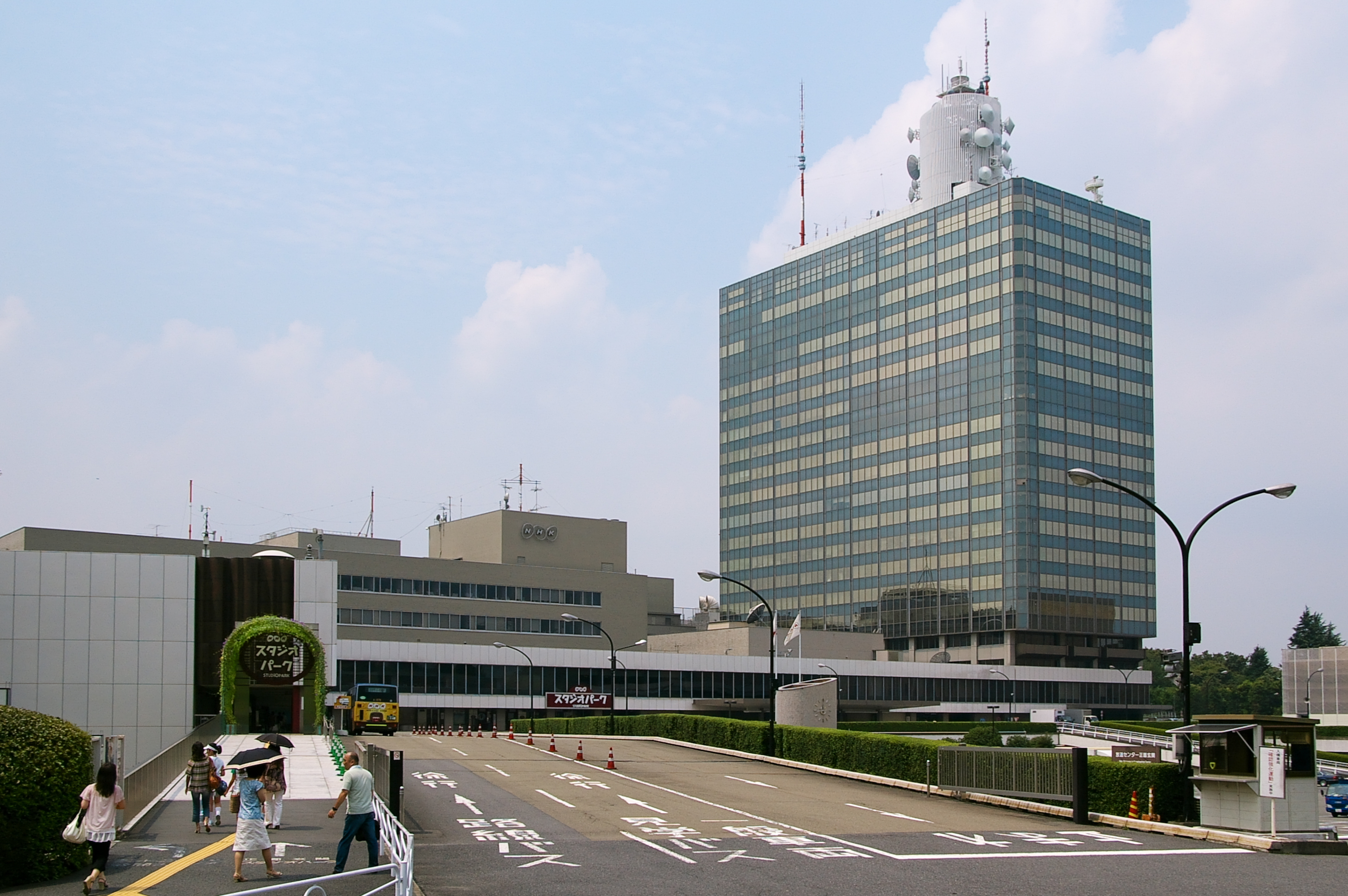
NHK放送センター

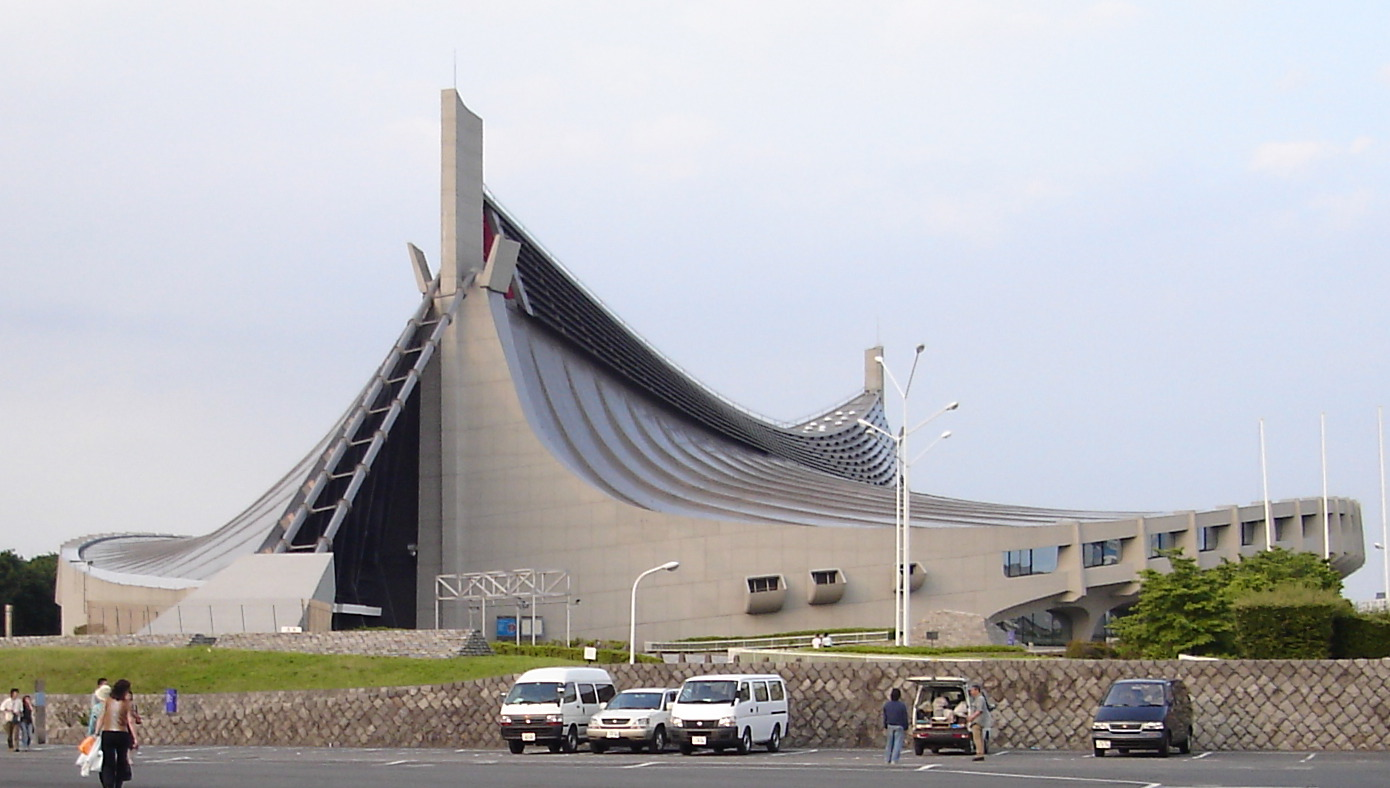
国立代々木競技場

渋谷公園通り（しぶやこうえんどおり）は、東京・渋谷の渋谷マルイと渋谷MODI付近から代々木公園に通じる緩やかな坂道である。1972年（昭和47年）、渋谷区役所通商店街（当時）が、渋谷PARCO開店を機に命名した。名称は、「パルコ（parco）」がイタリア語で「公園」を意味すること、さらに、この通りが代々木公園に通じていることに由来する。

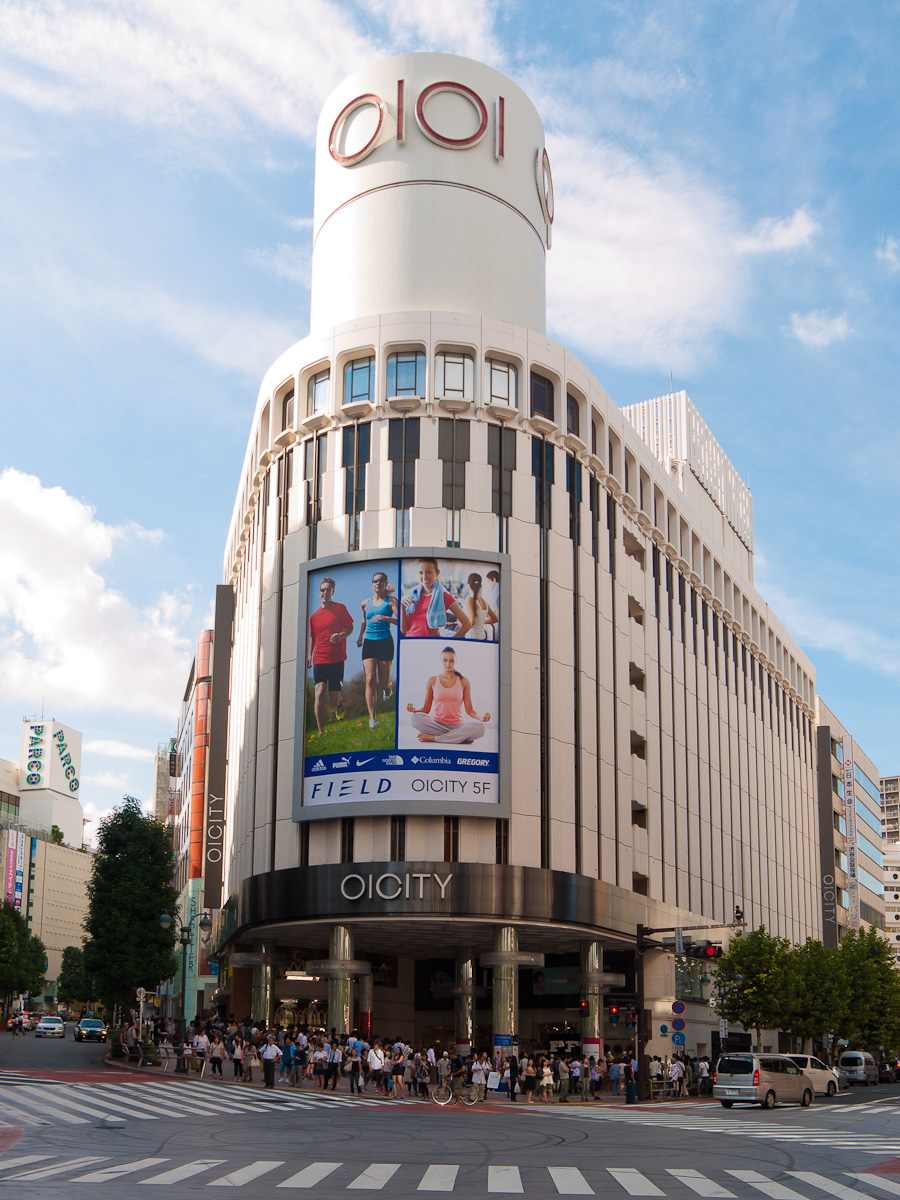
神南一丁目交差点の前に建つ、渋谷MODI（写真は前身のマルイシティ渋谷店当時のもの）。左側（西側）が「渋谷公園通り」、右側（東側）が「ファイヤー通り」

## 渋谷公園通り

### 概要
東京都渋谷区の宇田川町から神南に通じる道路の愛称で、南端の「神南一丁目」交差点から、北端の「渋谷区役所前」交差点までの緩やかに登る坂道（約450 メートル）。ファッションビルや飲食店、公共施設などが建ち並ぶ繁華街となっている。

### 由来
1970年（昭和45年）、渋谷区役所や渋谷公会堂が現在地に完成し、これに合せて「区役所通り」と呼ばれていた。1973年（昭和48年）6月14日、西武百貨店系列（当時）の渋谷PARCOがオープンしたことを機会に、当時の渋谷区役所通商店街による発案で改称して「渋谷公園通り」と命名された。北側の代々木公園へ至る坂道であり、「パルコ（parco）」がイタリア語で「公園」を意味していたことが由来である。また、渋谷パルコのオープン時の宣伝キャッチコピーは「すれちがう人が美しい〜渋谷公園通り〜」であった。

### 交通環境整備
1977年（昭和52年）、公園通りは歩道が拡幅され、電話ボックスも取り付けられた。1978年には東急ハンズがオープンし、公園通りにはベンチ、ゴミ箱、灰皿が置かれ、1979年にはエンゼルクロックが設置された。こうした変貌の過程で、1978年5月には『サンデー毎日』が「今、若者に一番人気のある街は、東京・渋谷の公園通りである」と報じている。
2002年（平成14年）、渋谷区政施行70周年に合わせ、渋谷公園通商店街振興組合が牽引した全国初の交通環境整備システムに基づき、渋谷区役所前駐車場のアクセス改善や歩道の拡幅等が行われ、交通環境が改善している。
渋谷区役所前駐車場（渋谷区役所前公共地下駐車場）
1993年（平成5年）に開業した総面積3900 m²、駐車台数650台、24時間営業の地下駐車場。2002年（平成14年）7月に新しい入口がオープン。
道路整備工事
2002年（平成14年）10月に竣工。車道の幅を、流通用の荷捌きスペースを除き9mから7mに縮小、違法駐車が減少した。縮小した2m分は歩道の幅の拡大に充て、歩行者の通行をスムーズにした。また、景観向上策として、季節の花を植えたプランターが車道と歩道の境界として設置されている。

### 特徴とランドマーク
大型複合店のファッションビルや、セレクトショップと呼ばれる中小規模のブティックやテナント、カフェやファストフードなどの飲食店、各種の公共施設などが数多く建ち並んでいる。渋谷のファッションや流行を象徴するメインストリートの一本で、昼夜を問わず人々が往来する繁華街である。以下、南側（渋谷駅方面）から北側（渋谷区役所・NHK方面）へ向かって、立地順に代表的なランドマークを挙げる。
神南一丁目交差点から勤労福祉会館前交差点まで
- 渋谷MODI（旧マルイシティ渋谷店）　⇒　丸井系列の大型ファッションビル。向かい側には渋谷マルイが建つ。
- ディズニーストア渋谷店 ⇒　ウォルト・ディズニー・ジャパン直営店。
- 渋谷HUMAXシネマ　⇒　ヒューマックスシネマの映画館、旧称「渋谷ジョイシネマ」。
- 西武渋谷店ロフト館　⇒　そごう・西武系列などによる大型雑貨店。
- 東京山手教会 ⇒　日本基督教団の合同教会。キリスト教のプロテスタント会派。
- 渋谷PARCO　⇒　旧セゾングループ、現J.フロント リテイリング傘下の大型ファッションビル。店内にはファッションだけでなく、話題作の多いPARCO劇場、デザイン・アート・ファッション・写真などのビジュアル系書籍の品揃えで知られる書店「リブロ（LIBRO）」や洋書専門店「ロゴス（LOGOS）」なども入居していた。建て替えのため2016年8月7日をもって閉館、2019年11月22日にリニューアルオープンした。

勤労福祉会館前交差点から宇田川町交差点まで
- 勤労福祉会館　⇒　渋谷区役所の公共施設。
- hotel koé tokyo　⇒　渋谷PARCO part2跡地に開業のホテル・店舗
- ユナイテッドアローズ渋谷公園通り店　⇒　セレクトショップ。
- 渋谷東武ホテル　⇒　東武ホテルグループのホテル。

宇田川町交差点から渋谷区役所前交差点まで
- 渋谷区役所
- 渋谷区保健所
- 渋谷税務署
- 渋谷公会堂　⇒　建て替えのため2015年10月4日に閉館、2019年10月13日に再開業。　
- 渋谷区役所前駐車場　⇒　駐車台数650台、24時間営業の地下駐車場。

渋谷区役所前交差点から北側
- NHK放送センター（NHK首都圏局） ⇒　日本放送協会の本部やNHKホールなど。
- 国立代々木競技場　⇒　日本スポーツ振興センターの競技施設。通称「代々木体育館」。スポーツだけでなく、コンサート、大型イベントなどでも使用される。

ここより北側には代々木公園や明治神宮、原宿駅などがある。

## プチ公園通り

### 概要
プチ公園通り（プチこうえんどおり）は、渋谷公園通りの東側にあるファイヤー通りとの間に挟まれ、神南一丁目の神南坂フレーム（旧「12ヶ月ビル」）辺りから北谷公園辺りへ抜ける細い路地（坂道）の愛称（通称）である。

### 由来
自然発生的な愛称であり、誕生した時期をはっきりと特定することはできない。公園通りにほぼ並走する細い路地であることから、フランス語で「小さい」ことを意味する「プチ（petit）」が付け加えられたことが由来とされる。渋谷が若者文化や流行を象徴する街として一般社会に認識されるようになった1980年代頃から、ファッション雑誌の案内地図に記載されるなどして知られるようになった。なお、このエリアは愛称としてパークアヴェニューと呼ばれることもある。英語で、「パーク（park）」は「公園」、「アヴェニュー（avenue）」は「南北に延びる路地」を意味する。

### 特徴とランドマーク
南から北へ登る細い路地で、緩やかな坂道である。このエリアには、最先端の流行を取り入れた中小規模のセレクトショップやブティック、ギャラリー、カフェ、美容院などが建ち並ぶ。以下、南側（渋谷駅方面）から北側（渋谷区役所・NHK本部・首都圏局方面）へ向かって、立地順に代表的なランドマークを挙げる。
南側（渋谷駅方面）
- ハイマンテン神南ビル（日本生命渋谷アネックス）　⇒　サイゼリヤや日本国際放送などが入居している。この辺りから約70mほど西側に公園通りや渋谷PARCOがあり、約20mほど東側にファイヤー通りがある。
- 神南坂フレーム（FRAME）　⇒　ファッションビル。レストランやラウンジ、クラブなども入居する。旧称「12カ月ビル」の跡地で、2005年にオープンした。
- ビームス（BEAMS） ⇒　プチ公園通り界隈で数店舗に分かれて展開している。ビームス・プラス（メンズカジュアル）、ビームス・タイム（レディスカジュアル、インテリア雑貨）、ビームス・ボーイ（アメリカンカジュアル）、ビームス・カフェなど。
- パークアベニュー神南　⇒　高級賃貸マンション。

北側（渋谷区役所・NHK方面）
- 北谷公園　⇒　渋谷区管理の小さな公園。プチ公園通りの北限はこの辺りまで。この辺りから約50mほど西側に公園通りや渋谷区役所があり、約100mほど東側にファイヤー通りや渋谷消防署がある。

## 音楽と公園通り

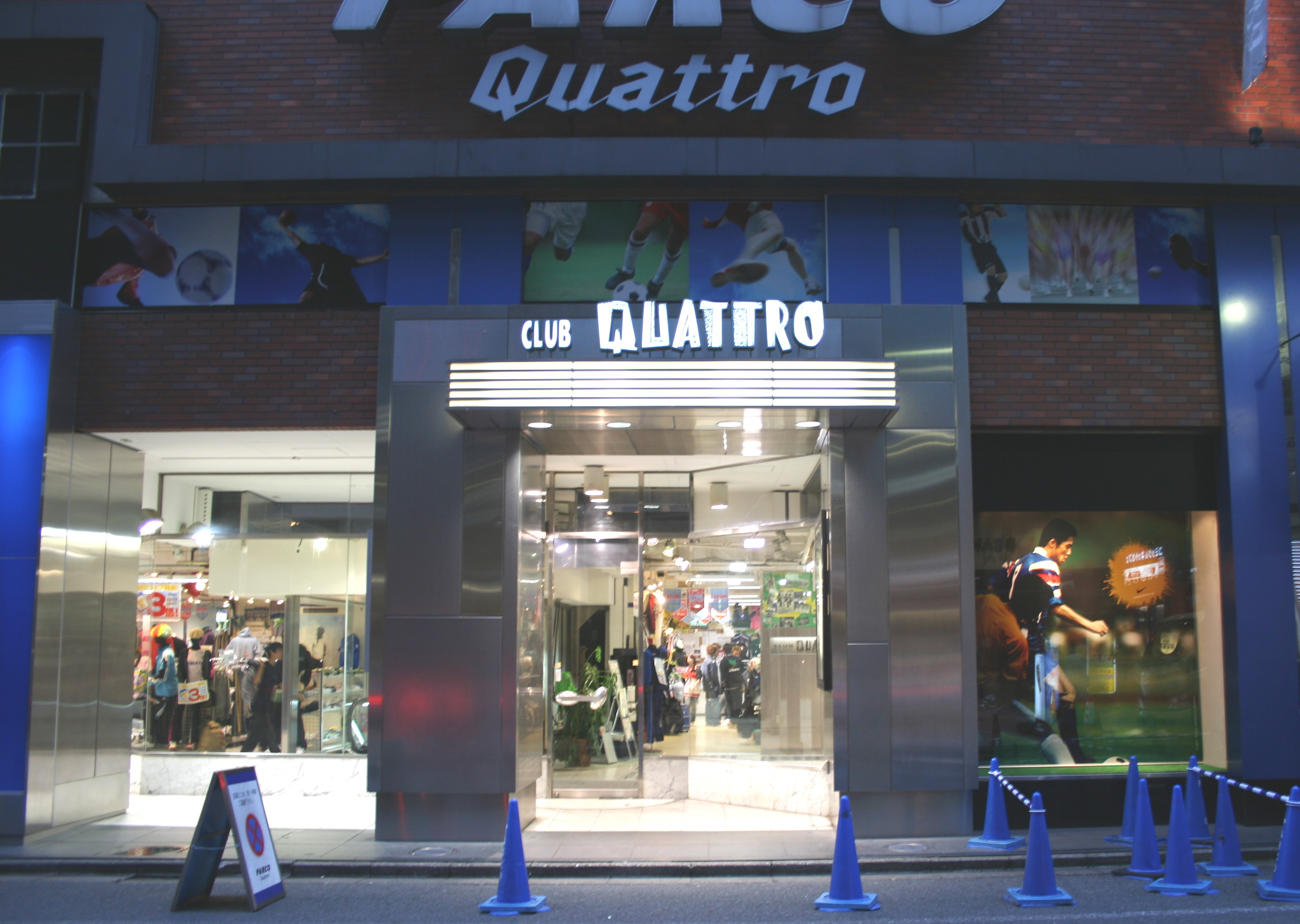
渋谷CLUB QUATTRO。公園通りの西側、宇田川町三丁目にある。

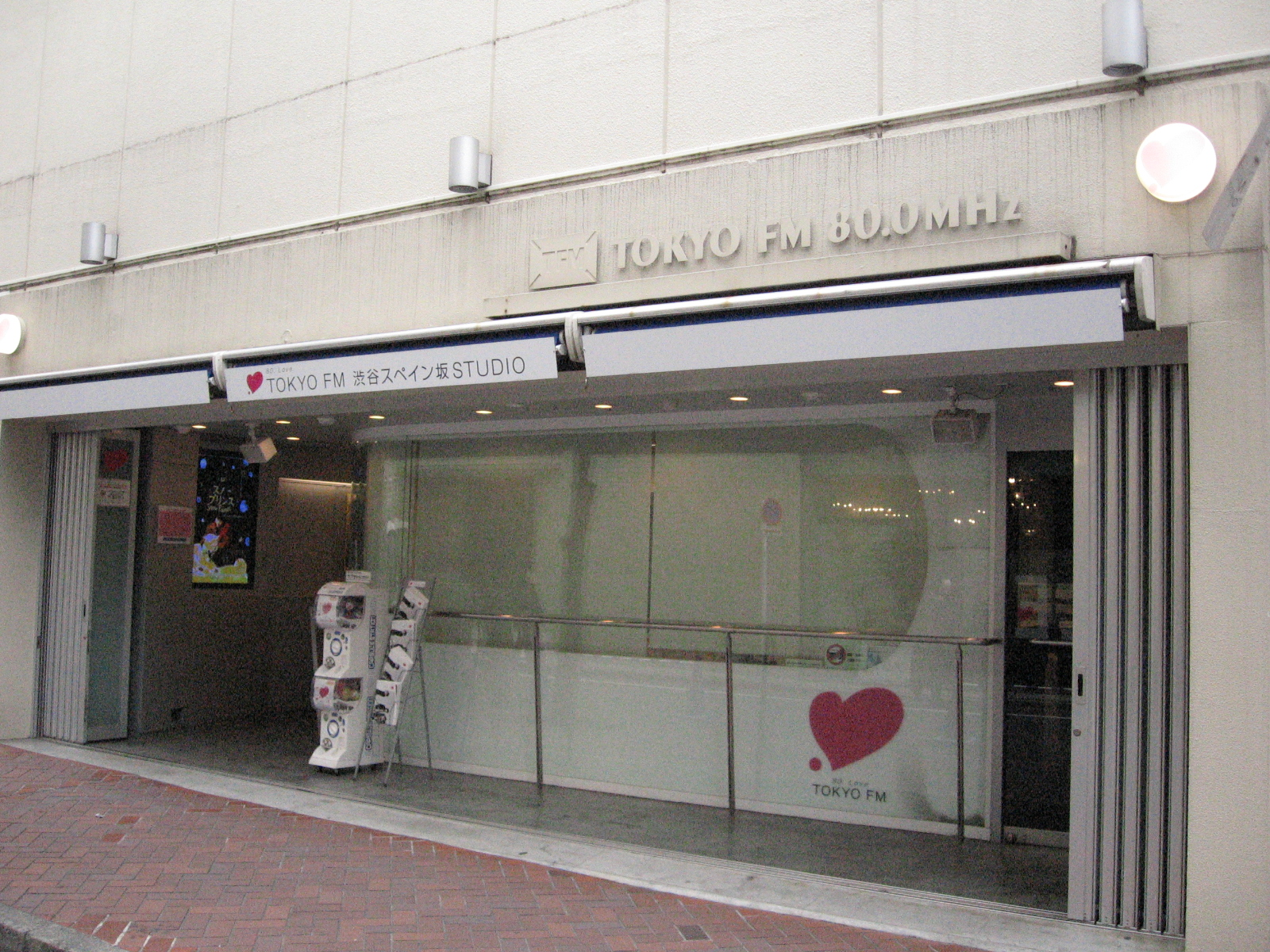
TOKYO FM 、渋谷スペイン坂スタジオ。渋谷PARCOのPART-1内、スペイン坂上にあった。

渋谷公園通りの南側の坂下周辺には「CLUB QUATTRO」や「渋谷屋根裏」など多くのライブハウスが所在している。また坂道をのぼって北側へ行くに従って「渋谷公会堂」や「NHKホール」、「国立代々木競技場」などが建ち並び、日本の音楽業界との関わりが深いエリアとなっている。その為、「公園通りの坂上がり」という、ミュージシャンが人気の上昇と共にコンサート会場を大規模な施設へ移していく様子をたとえた言葉も生まれた。DREAMS COME TRUEのライブビデオなどにもその様子を表現したシーンが収録されている。
音楽に敏感な顧客層が多く集まるエリアであることから、新曲やコンサートのプロモーション専用のアドトラックが、公園通りやファイヤー通りなどを集中的に巡回したり、夜になるとストリートミュージシャンが路上ライブを開催するといった光景もよく見られる。また、渋谷パルコ（旧施設のPART-1）にはTOKYO FMのサテライトスタジオもあった。公園通りがオシャレなイメージだった1980年代を中心に、多くのミュージシャンから公園通りやそのエリアをモチーフにした楽曲が発表されている。
アーティスト名「曲名」（発表年度順）
- GARO「公園通り」　⇒　1974年、渋谷PARCOとのタイアップ曲。オープン記念のノベルティ（非売記念品）であったが、1999年のアルバム「GARO Singles」に収録された。
- 堀ちえみ「公園通りの日曜日」　⇒　1982年、シングル曲。同年のアルバム「夢日記」に収録。作詞・作曲は竹内まりや、編曲は鈴木茂。
- 中島みゆき「涙─Made in tears─」　⇒　1988年、シングル曲。同年のアルバム「 グッバイガール」に収録。前川清へ提供された楽曲（タイトルは「涙」）でもある。
- 一世風靡セピア「SHIBUYA」　⇒　1989年、シングル曲。同年のアルバム「SHIBUYA」に収録。
- B'z「BOYS IN TOWN」　⇒　1990年、アルバム「BREAK THROUGH」に収録。
- 尾崎豊「自由への扉」　⇒　1992年、アルバム「放熱への証」に収録。このアルバムの約1カ月前に尾崎が急死した為、遺作となった一曲。なお、高校時代の尾崎は青山学院高等部（渋谷区渋谷）に在籍しており、渋谷クロスタワー（渋谷警察署横）には記念碑が設置されている。
- 広末涼子「MajiでKoiする5秒前」　⇒　1997年、シングル曲。作詞・作曲は竹内まりや。広末本人が出演したポケベルのCM曲。
- 山下達郎「DONUT SONG」　⇒　1998年、アルバム「COZY」に収録。ミスタードーナツ渋谷公園通りショップが舞台だが現在は閉店。
- ゆず 「公園通り」　⇒　2018年、配信シングル曲。お〜いお茶のCM曲。

## 最寄駅
ターミナル駅「渋谷駅」
東日本旅客鉄道（JR東日本）「渋谷駅」　⇒　山手線・埼京線・湘南新宿ライン
東急電鉄（東急）「渋谷駅」 ⇒　東急東横線（東横線）・東急田園都市線
京王電鉄（京王）「渋谷駅」　⇒　井の頭線
東京地下鉄（東京メトロ）「渋谷駅」　⇒　銀座線・半蔵門線・副都心線